# Drouwenermond
Drouwenermond is een veenkoloniaal dorp in de gemeente Borger-Odoorn (provincie Drenthe, Nederland). Drouwenermond telde in 2023 595 inwoners.
Drouwenermond is een van de Drentse Monden. Het lintdorp ligt aan het gelijknamige kanaal dat werd gegraven voor afwatering van het veen en het vervoer van turf naar de stad Groningen via het Stadskanaal. De mond (kanaal) zelf is voor een groot deel gedempt. Het betreft een van de kleinere monden en het ligt haaks op het Stadskanaal tussen Nieuw-Buinen en Gasselternijveenschemond.
Grootschalige ontginning van het gebied vond plaats in de 19e eeuw. De afvoer van turf werd mogelijk via wijken en diepen naar het nieuw gegraven Stadskanaal. Voor de ontginning van het gebied werd de Drouwender Veenmaatschappij opgericht, waarin diverse voorstaande Drentse bestuurders participeerden. Een van hen, Gerrit Kniphorst, haalde arbeiders uit het Zeeuwse Westkapelle om te werken in de Drouwener venen. Zij werden gehuisvest in het Zeelandstreekje in Drouwenermond, nabij Stadskanaal. Het hoogtepunt van de ontginning lag tussen 1850 en 1880.

## Dialect
Ondanks dat Drouwenermond in Drenthe ligt, wordt er een veenkoloniaals dialect gesproken, ook wel knoalsters genoemd, een dialect van het Gronings.

## Kerk

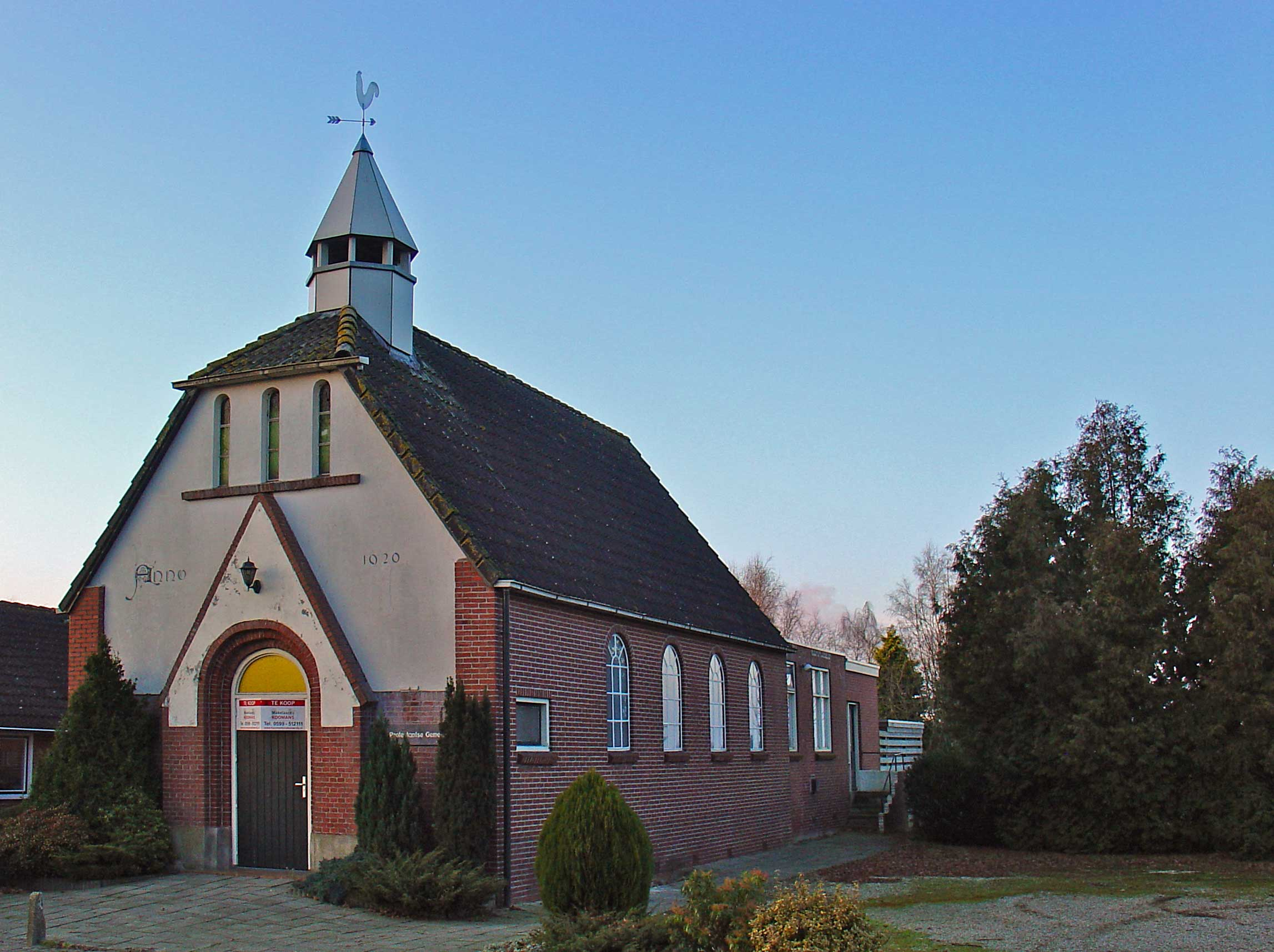
De kerk van Drouwenermond anno 2009 (gesloopt in 2010)

De kerkelijke gemeenten van Drouwenermond, Buinerveen en Nieuw-Buinen zijn in 2005 gefuseerd tot Protestantse Gemeente Nieuw-Buinen, Buinerveen en Drouwenermond. Het kerkgebouw van deze gemeente staat in Nieuw-Buinen. Het uit 1920 daterende hervormde kerkgebouw van Drouwenermond werd in 2010 gesloopt, nadat het niet gelukt was een koper te vinden. Het bezwaar tegen de sloop van de stichting Oude Drentse Kerken kwam te laat.

## Evenementen
Elk jaar in augustus vindt het vierdaagse Boerenrockfestival plaats. Het is door de jaren heen uitgegroeid tot een van de grootste en meest veelzijdige festivals van Drenthe. De vier podia worden elk jaar bevolkt door een mix van verschillende artiesten. Op de zondag vindt traditioneel de familiedag plaats. Het festival biedt een mix van muziek, motorcross, brommercross, trekkertrek, bangerstox, autocross, een carnaval op wielen. Ook is er een festivalcamping, direct naast het terrein.